# Pegsdon
Pegsdon, est un hameau anglais du Central Bedfordshire.
Les collines de Pegsdon sont situées au sud et à l'est de Pegsdon. Elles forment l'extrémité nord-est des Chilterns et sont gérées comme une réserve naturelle par le Wildlife Trust for Bedfordshire, Cambridgeshire and Northamptonshire. Elles jouxtent Deacon Hill et constitue un ensemble désigné comme un site d'intérêt scientifique particulier,.
On accède à Knocking Hoe par un chemin piétonnier depuis Hitchin Road. Il s'agit d'une réserve naturelle nationale et d'un site d'intérêt scientifique particulier,.